# Château de Fraser
Le château de Fraser est un monument écossais, l’un des châteaux de plan Z les plus élaborés et l'un des plus grands « châteaux de Mar ». Situé près de Kemnay, un village situé à 26 kilomètres à l’ouest d’Aberdeen, dans l’Aberdeenshire.

## Toponymie
Le château est connu localement sous le nom Castle Fraser du nom de la famille qui y a vécu pendant quatre siècles. Auparavant, il est connu sous le nom de « château de Muchill-in-Mar » jusqu'en 1695. La famille serait originaire de l'Anjou en France. Le nom Fraser viendrait de Fredarius, Fresel ou Freseau. Une autre hypothèse serait que les Fraser étaient une tribu gauloise dont le blason était un fraisier.

## Géographie

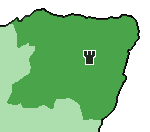
Localisation du château dans le Grampian.

Le château de Fraser est situé au nord-est de l'Écosse, aux contreforts des Monts Grampians, entre les villages de Kemnay et Dunecht dans le Council area de l'Aberdeenshire. Le château est à seize miles, soit environ 25 kilomètres, à l'ouest d'Aberdeen,. Le domaine est accessible via la route A944 au sud ou par les routes A96 et B993 au nord. Le domaine s'étend sur 149 hectares. Il est délimité au nord par le ruisseau de Muchalls Burn, au sud par le bois de Miss Bristow, à l'ouest par la route de Dunecht à Kenmay et à l'est par la forêt au lieu-dit Walkend. Les roches affleurant le site sont issues d'intrusions granitiques datant de l'orogenèse calédonienne. Le climat, de type océanique, est légèrement plus chaud et ensoleillé que le reste de l'Écosse et caractérisé par une pluviométrie annuelle de 815 mm ainsi que des températures moyennes comprises entre 5,1 et 12 °C.

## Histoire

### Les origines
L'origine du château de Fraser remonte au milieu du XVe siècle lorsque le roi Jacques II d'Écosse reprend les terres du comté de Mar et les remembre en plus petites baronnies qu'il redistribue à ses plus fidèles soutiens. Le 29 octobre 1454, Jacques II donne des terres aux alentours de Muchall et Stoneywood à un certain Thomas Fraser qui, en échange, cède ses terres de Touch et Cornton près de Stirling à la couronne. On ne sait pas si un château a précédemment existé. Dans tous les cas, Thomas Fraser fait construire rapidement la maison-tour rectangulaire de trois étages qui constitue encore aujourd'hui la pièce maîtresse du château.

### Époque moderne
Le château voit sa première extension dans les années 1570 lorsque le laird Michael Fraser confie à l'architecte Thomas Leiper la construction de la grosse tour qui se trouve aujourd'hui dans l'angle sud-ouest du château et que l'on connaît sous le nom de « tour de Michael ». Une seconde tour est construite sans que l'on sache si Michael a été influencé par son architecte ou par les plans des autres châteaux de l'Aberdeenshire. Cette tour constitue l'angle sud-est du château, donnant à la structure globale un plan en Z. L'achèvement des deux tours est toujours incomplète à la mort de Michael en 1588. Son fils Andrew reprend les travaux en 1592 et complète l'extension du château en 1618. Andrew choisit l'architecte John Bell qui laisse son empreinte sur un pan du côté nord du château : « I Bell ». À l'époque d'Andrew, la fortune de la famille est à son apogée. Celui-ci est promu premier Lord Fraser dans les années 1630. Il fait ajouter deux ailes s'avançant vers le nord et délimitant une cour intérieure. Le château a alors une apparence similaire à aujourd'hui.
La fortune des Fraser connaît des hauts et des bas durant le XVIIe siècle. Andrew, second Lord Fraser et héritier du domaine en 1636, s'oppose à Charles Ier d'Angleterre qui tente d'imposer l'anglicanisme en Écosse. Il devient Covenantaire et se rebelle contre le roi. Andew prend part dès le début du conflit et mène le sac du palais épiscopal d'Aberdeen. En représailles, les forces royalistes, dirigées par Lord Aboyne, attaquent le château et réussissent à détruire plusieurs parcelles agricoles du domaine. En 1644, James Graham, marquis de Montrose, réussit cette fois-ci à mettre à sac le château.
Le troisième Lord Fraser, Andrew, hérite du domaine en 1656 mais est incapable de reconstituer la fortune de la famille. Lorsque son fils Charles acquiert le domaine en 1674, il éponge les dettes de la famille en vendant sa propriété à John Erskine, comte de Mar, avec qui il est lié par le mariage. Dans leur accord, Charles peut continuer à habiter le château mais il doit soutenir les positions pro-unionistes du comte lors des débats sur les Actes d'Union en 1707. Il doit également soutenir le comte lors de la première révolte jacobite en 1715. À la suite de l'échec de cette révolte, Charles devient fugitif et meurt un an plus tard en tombant d'une falaise à Pennan. Étant donné que Charles meurt sans héritier, le titre de Lord Fraser passe aux héritiers de sa femme, issus de son premier mariage.

### Époque contemporaine
Après plusieurs années de troubles sur la question de l'héritage, Miss Elyza Fraser récupère le château en 1787 et entreprend de moderniser le château qui reste inchangé depuis 150 ans. N'ayant pas d'enfant, elle désigne son neveu Alexander Mackenzie pour lui succéder et celui-ci prend le nom d'Alexander Mackenzie Fraser. Cependant, il meurt avant Elyza et c'est son fils Charles qui lui succède. Charles est officier dans l'armée du duc de Wellington et participe aux guerres napoléoniennes. À son retour, il démarre plusieurs projets de construction sur le domaine.
Après sa mort, le château tombe en décrépitude et se vide progressivement. Thomas Fraser, issue de la troisième génération, devient prêtre catholique puis camérier du pape et le château est vendu aux enchères. Il est racheté en 1921 par le premier vicomte de Cowdray en vue de le réhabiliter et d'en faire une résidence pour son fils Clive Pearson. Ce dernier travaille à le faire restaurer pour lui faire retrouver sa gloire d'antan jusqu'en 1946 où il le cède à sa fille Lavinia. Avec son mari, le major Michael Smiley, elle complète la restauration jusqu'en 1976 où elle lègue le château et dix hectares de terrain au National Trust for Scotland. Le NTS rachète ensuite 150 ha de terrain supplémentaires en 1993.

## Description et architecture

### Le château
Le château est construit selon un plan en Z et remanié par différents architectes sur plusieurs siècles : Thomas Leiper en 1575, James Leiper en 1614, John Bell à partir de 1617 puis James Byers à la fin du XVIIIe siècle.
La partie la plus ancienne du château correspond à la maison-tour rectangulaire, probablement construite par Thomas Fraser au milieu du XVe siècle. Il s'agit d'une version plus petite de la tour de Drum. À partir de 1565, Michael Fraser et Thomas Leiper édifient une tour carrée au nord-ouest du bloc central, que l'on connaît aujourd'hui sous le nom de « tour de Michael », puis une tour ronde dans l'angle sud-est. Son successeur Andrew, avec l'aide de John Bell, modifient le pignon ouest en le déplaçant de trois mètres à l'ouest. L'ensemble du bloc central est rehaussé et une assise en encorbellement avec de faux-canons est rajoutée au quatrième étage. La tour de Michael est rehaussée de deux étages et la tour ronde de quatre. Pour ses derniers travaux, Andrew fait construire la salle à manger et la cuisine le long de l'angle nord-ouest et deux ailes s'avançant vers le nord et délimitant une cour intérieure.
Il y a peu de modifications entre la mort de Lord Fraser en 1636 et l'acquisition du château par Miss Elyza Fraser en 1787. On ne sait que peu de choses sur sa contribution au château. Elle aurait fait l'entrée qui se situe au milieu du côté sud. Cependant, son petit-neveu Charles Fraser apporte beaucoup de modifications à partir de 1814 qui supprime la plupart des décors intérieurs. C'est à cette époque qu'il fait aménager la bibliothèque par John Smith d'Aberdeen en 1830. Les travaux du XXe siècle reviennent à l'état d'antan.
Les deux ailes s'avançant vers le nord datent du XVIIe siècle et comptent parmi les derniers ajouts d'Andrew Fraser. Elles délimitent une cour intérieure, fermée au nord par deux petites loges de gardien reliées entre elles par une arche et datant des années 1820. L'architecture de ces deux ailes a été étudiée lors de travaux en 2006. La structure du toit révèle l'existence d'une ancienne galerie à l'étage supérieur dans les deux ailes. Dans l'aile nord-ouest, l'étage supérieur est coupé en deux par une pièce au plafond en bois voûté dans sa partie sud et une chambre avec cheminée dans sa partie nord. Dans l'aile nord-est, une seule pièce parcourt toute la longueur dont la disposition des fenêtres semble montrer qu'elle permettait de voir les jardins. Une série de plans datant de 1655 confirment la présence des deux galeries ainsi que d'une écurie (au niveau de l'actuel salon de thé), une brasserie, un four à pain et un garde-manger au rez-de-chaussée de l'aile nord-ouest.

### Les écuries
Les écuries ont été conçues par l'architecte John Paterson en 1794 et font partie des bâtiments ajoutés par Miss Elyza Fraser. Le bâtiment principal a un aspect quadrangulaire avec des tours d'angle circulaires. Construit en granit cherry-cocking,, le côté est est à deux niveaux tandis que le côté ouest est à un niveau. Il y a un deuxième bâtiment à l'ouest du premier avec lequel il est relié par un mur en granit. Les écuries figurent déjà sur les plans de réhabilitation de Thomas White quelques années auparavant avec un plan similaire à celui de Paterson. Cependant, l'entrée est au sud et le côté nord est arrondi. Le bâtiment principal des écuries devient la résidence principale des propriétaires du château à partir de l'entre-deux-guerres et jusqu'à la cession au NTS.
La partie sud des écuries est une ancienne grange de battage avec un four pour sécher le blé. Des documents d'archive indiquent qu'un moulin se trouvait directement au sud. L'énergie hydraulique a été utilisée dès le XIXe siècle comme le montre la présence d'une roue à aubes installée avant 1816. Cette roue aurait fonctionné jusqu'au milieu du XIXe siècle. En 1899, une cabane en bois est érigée près de la roue pour héberger une scierie et restera en place jusqu'à une date inconnue entre 1923 et 1946.
Le bâtiment principal des écuries délimite une cour intérieure dont on y entre par l'est sous une arche. Au centre se trouve une urne en plomb de style classique mesurant 65 cm de hauteur et 31 cm de diamètre. Cette urne est décorée d'une guirlande et surmontée d'une pomme de pin. Elle a auparavant orné une lanterne sur le dôme du grand escalier qui parcourait le mur nord du château. Construit dans les années 1826-1827 pour relier l'entrée principale au grand hall du premier étage, il a été démoli en 1940. L'urne a d'abord séjourné dans un jardin situé directement au sud des écuries avant d'être placée au centre de la cour.

### Autres bâtiments et constructions
Une loge de gardien datant des années 1820-1830 se trouve à côté du portail ouest près de la route. Elle ne possède qu'un étage et son toit est recouvert d'ardoises. La loge a un plan en L mais se termine à l'ouest par un côté arrondi. Une autre loge de gardien se trouve près du portail nord, également visible depuis la route, construite en granit avec un toit en ardoise. Celle-ci est plus récente car elle date de 1892. Elle est bâtie selon un plan en T qui se termine par trois pignons à redents. Il y a aussi un bâtiment au portail sud mais l'élément le plus intéressant est un puits qui se trouve non loin de là. Ce puits est recouvert de bas-reliefs montrant des scènes de la vie de Moïse. Bien qu'il ait été estimé datant de la fin du XVIIIe siècle, les décors et le style semblent indiquer que ce puits daterait du milieu du XVIIe siècle et aurait une origine néerlandaise. Deux autres cottages se trouvent sur le domaine. Le cottage de Miss Bristow est une petite maison de style Tudor en granit rose avec deux petites lucarnes. Elle est située le long de la route entre le portail sud et le portail ouest dans la forêt qui porte le nom de sa première propriétaire. Le cottage du gardien est directement à l'est du Walled Garden. C'est une maison à deux étages en granit rose avec un toit en ardoise. Il y a une porte centrale, de petites fenêtres de chaque côté et deux petites lucarnes surmontées d'un fronton triangulaire. Cette maison servait à l'origine de blanchisserie et ne comportait qu'un niveau.
Une stèle se trouve sur un monticule dans le bois de Miss Bristow. On ne sait pas si le monticule a été érigé artificiellement pour accueillir le monument ou si le site existait déjà. Il s'agit d'un obélisque en pierre de 3 mètres de haut en mémoire de Miss Bristow, l'amie de Miss Elyza Fraser. L'obélisque contient deux inscriptions commémorant l'amitité entre Miss Elyza Fraser et Miss Bristow. Il contient d'autres inscriptions en hommage à Alexander Mackenzie Fraser et Elyza Fraser. Un deuxième obélisque est à 500 mètres à l'ouest de la ferme de Courtcairn. Construit en granit, l'obélisque repose sur une base de 1,18 mètre de côté et de 96 centimètres. L'obélisque en lui-même fait 96 centimètres et 7 mètres de haut. John Bell's Stone est un monolithe situé à environ 200 mètres au nord-ouest du château et commémorant l'architecte du château. Cette pierre taillée aurait été érigée en 1617 mais plusieurs éléments laissent penser que ce monolithe aurait une origine préhistorique. Des fouilles, réalisées en 2009, ont fait exhumer des sillons de labour d'origine médiévale indiquant que la pierre était déjà à cet emplacement. En réalité, le seul hommage à l'architecte serait la pyramide en granit (autrefois surmontée d'une boule) posée sur la pierre.
Au lieu-dit West Mains, directement à l'ouest du portail ouest, se trouvent deux ensembles mégalithiques remarquables. Le premier est un cromlech d'une vingtaine de mètres de diamètre. À l'origine, il comprend une pierre couchée entourée de deux pierres levées et de neuf orthostats. La pierre couchée fait 2,25 mètres de long et 1,55 de haut. Elle est entourée de deux pierres levées de 2,45 et 2,7 mètres de haut. La pierre ouest est un pilier relativement fin tandis que la pierre est ressemble à un bloc plus large légèrement placée en retrait et tournée dans le sens de l'arc de cercle. Les orthostats sont espacés à distances égales et, même si certains sont tombés, leur hauteur diminue à mesure que l'on s'éloigne de la pierre couchée. La zone à l'intérieur était autrefois pavée de rochers. Il ne reste plus rien de visible aujourd'hui sauf deux groupes de trois pierres au sud-ouest et au nord. Un petit monticule circulaire de 4 mètres de diamètre est au centre du cromlech. Au sommet de ce monticule, il y a deux dépressions peu pronfondes ; celle du nord est entourée de quatre petites pierres. Des fouilles réalisées en 1856 indiquent qu'il s'agit des restes d'un cairn. Plusieurs objets y ont été retrouvés comme des morceaux de vaisselle à rebord plat, des fragments de charbon et des os brûlés. L'état du site s'est dégradé au fil des siècles. Alors qu'il restait neuf pierres en 1829, il n'en restait plus que sept en 1900 et cinq pierres composaient toujours le monticule central. Plusieurs pierres sont tombées au fil des années, l'une d'elles a été renversée et brisée en deux à la suite d'un accident de tracteur au printemps 2002. Deux monolithes se trouvent dans le même champ que le cromlech, à environ 200 mètres au sud-est, tout près de la route qui longe le château. Les pierres sont distantes de 13 mètres. Le monolithe le plus proche de la route, au nord-est, mesure 2 mètres de haut et est constellé de quartz tandis que le monolithe sud-ouest est légèrement plus petit (1,8 mètre).

## Parcs et jardins
Le château se dresse sur 300 acres (1,2 km2) de bois et terres arables, avec un jardin fortifié et deux pistes à travers la forêt. Le parc est aménagé dans sa forme actuelle vers la fin du XVIIIe siècle pour Miss Elyza Fraser. Parmi les éléments remarquables figurent une allée d'érables sycomores et de frênes qui offrent un point de vue sur le château depuis le nord. Il y avait également une autre allée bordée d'arbres au sud dont la trace a été retrouvée à partir d'un plan datant de 1788.

### Walled Garden
Le Walled Garden est un jardin clos rectangulaire au nord-est du château, datant de la fin du XVIIIe siècle et entouré d'un mur de briques rouges de 3,6 mètres de haut. Au nord, la petite maison à deux étages est l'ancienne maison du jardinier. Le jardin est édifié sous l'impulsion de Thomas White qui voulait remplacer les jardins au sud et à l'est du château que l'on peut apercevoir sur les anciens plans de 1788. Il est parcouru par deux allées centrales qui le divisent en quatre secteurs. Une autre allée fait le tour du jardin en longeant le mur. Il y a une petite serre au sud et une autre au nord qui est accolée à un bâtiment. La disposition actuelle du jardin clos date de 1978 et a été conçue par Eric Robson. À cette époque, peu de plantes d'origine subsistaient et les bordures ont été replantées. Le secteur ouest est constitué de plantes légumières tandis que le secteur est est recouvert de pelouses et de hêtres pourpres. Le côté sud du jardin est bordé d'arbustes, de plantes herbacées et de roses anciennes. Certaines plantes datent du début du XXe siècle comme un fusain qui se trouve devant l'entrée nord du jardin,.
Un cadran solaire de lutrin datant du XVIIe siècle est au centre du jardin. Ce cadran solaire, en pierre de taille, repose sur un socle cubique dont chaque face est recouverte d'un cadran plus petit. Ce socle repose lui-même sur un poteau hexagonal. Il a été réinstallé au centre du jardin en 1979 car il avait auparavant été retirée par Mme Mackenzie Fraser lors de la revente du château à Lord Cowdray en 1921.

### Bois
Le château est entouré de bois de tous les côtés qui ont été constitués par Elyza Fraser. Au sud, les bois de Miss Bristow porte le nom de l'amie de Miss Fraser qui aurait donné 96 £ pour la plantation d'arbres entre 1797 et 1800. Plus tard, le colonel Mackenzie Fraser plante d'autres arbres. Environ 80 % des bois sont replantés après la tempête de 1953 car beaucoup de vieux arbres ont été déracinés.

### Étangs
Le domaine comporte plusieurs étangs. L'un d'eux est situé entre les écuries et le château. Il servait autrefois de point d'eau pour les écuries et la ferme. Dans les bois du nord, l'étang Flight Pond est creusé au XIXe siècle dans une tourbière afin d'attirer les oiseaux sauvages pour la chasse. Il est aujourd'hui un habitat naturel pour la faune locale. Un étang en forme de serpent, aujourd'hui disparu, est aménagé par Thomas White à l'est du château dans une zone qui est encore inclinée aujourd'hui. Le plan d'eau est approfondi par le colonel Mackenzie Fraser dans les années 1820. Il est comblé à une date inconnue, entre 1846 et 1860.

## Le château dans la culture
Le Château Fraser a récemment été vu en toile de fond pour certaines des scènes du film The Queen, sur la reine Élisabeth II. Il est actuellement propriété du National Trust for Scotland, organisme gérant le patrimoine culturel écossais. Il est ouvert aux touristes durant l'été, et peut être utilisé pour les mariages ou les conférences.

### Légendes

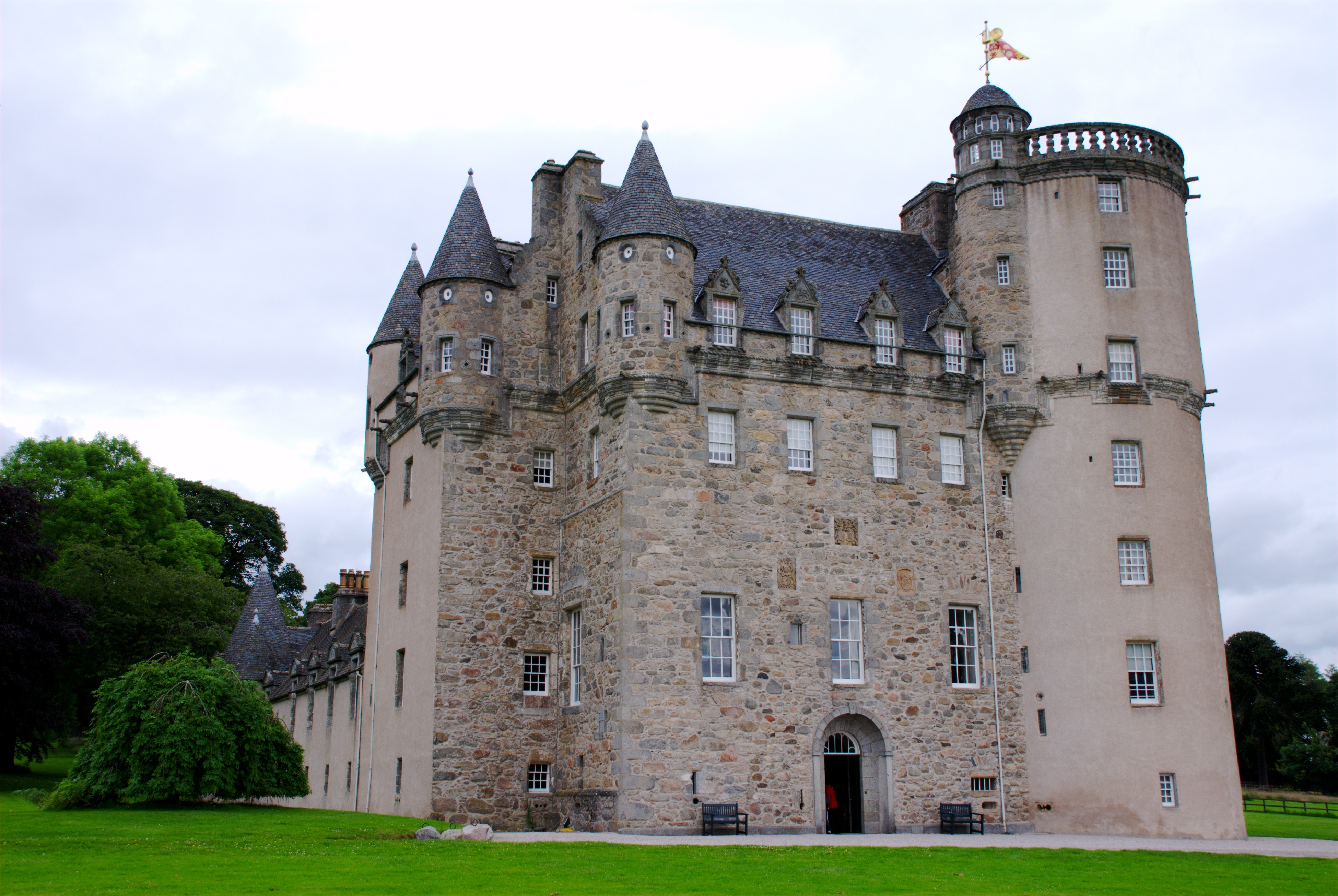
Château de Fraser

Selon la légende, une jeune princesse était au château lorsqu'elle fut brutalement assassinée pendant son sommeil dans la « Chambre Verte ». Son corps fut traînée dans les étaliers en pierre, laissant une trace sanglante. Quelle que soit l'ardeur qu'ils y mettent, les occupants du château ne réussirent pas à effacer les traces, et furent contraints de couvrir les marches de boiseries, restant de nos jours. Il est dit que la princesse rôde toujours dans les halls du château pendant la nuit. Eric Wilkinson, précédent gestionnaire responsable de la propriété, aurait reporté l'avoir vu plusieurs fois. Il est également dit que la musique du piano était entendue souvent dans le château vide par son ancienne propriétaire, Lavinia Smiley.